# Amerikai trágyagomba
Az amerikai trágyagomba (Panaeolus antillarum) a kérészgombafélék családjába tartozó, az egész világon elterjedt, közvetlenül trágyán növő gombafaj. Nem ehető.

## Megjelenése
Az amerikai trágyagomba kalapjának átmérője 4–10 cm, kezdetben félgömb, később harang alakú; teljesen kiterülni nem fog. Színe fehér, idősebben ezüstös-szürkés árnyalatú, esetleg szürkéssárga. Felszíne felrepedezhet. Húsa fehér, a többi trágyagombához képest vastag. Íze avas, kellemetlen.
Széles lemezei érintik a tönköt. Színe fiatalon szürkésfehér, később az eltérő időkben érő spórák miatt foltosan barnásfeketék.  Élük mindig világos. Spórapora fekete. Spórái ellipszis alakúak, 15-20 x 10-14 mikrométeresek.
Tönkje 4–20 cm magas, 0,5-1,5 cm vastag. Színe fehéres-szürkés, hosszanti barázdákkal, Többnyire kissé görbe. Gallérja nincs.

### Hasonló fajok
Más, trágyán növő trágyagomba (Panaeolus) vagy badargomba (Psilocybe) fajokkal lehet összetéveszteni, de azok kisebbek és kalapjuk nem fehéres színű. A gyűrűs trágyagomba (Panaeolus semiovatus) színében és méretében is hasonlít hozzá, de hártyás gallért visel.

## Elterjedése és termőhelye
Eredetileg Dél- és Közép-Amerikában volt honos, mára kozmopolita fajjá vált. Európában terjedőben van, Magyarországon 2009-ben, Lengyelországban 2014-ben észlelték először.
Réteken, legelőkön, ló vagy szarvasmarha ürülékén, közvetlenül a trágya felszínén terem tavasztól őszig.
Közeli rokonaitól eltérően mérgező vagy pszichoaktív anyagokat nem tartalmaz, de fogyasztásra nem alkalmas. 

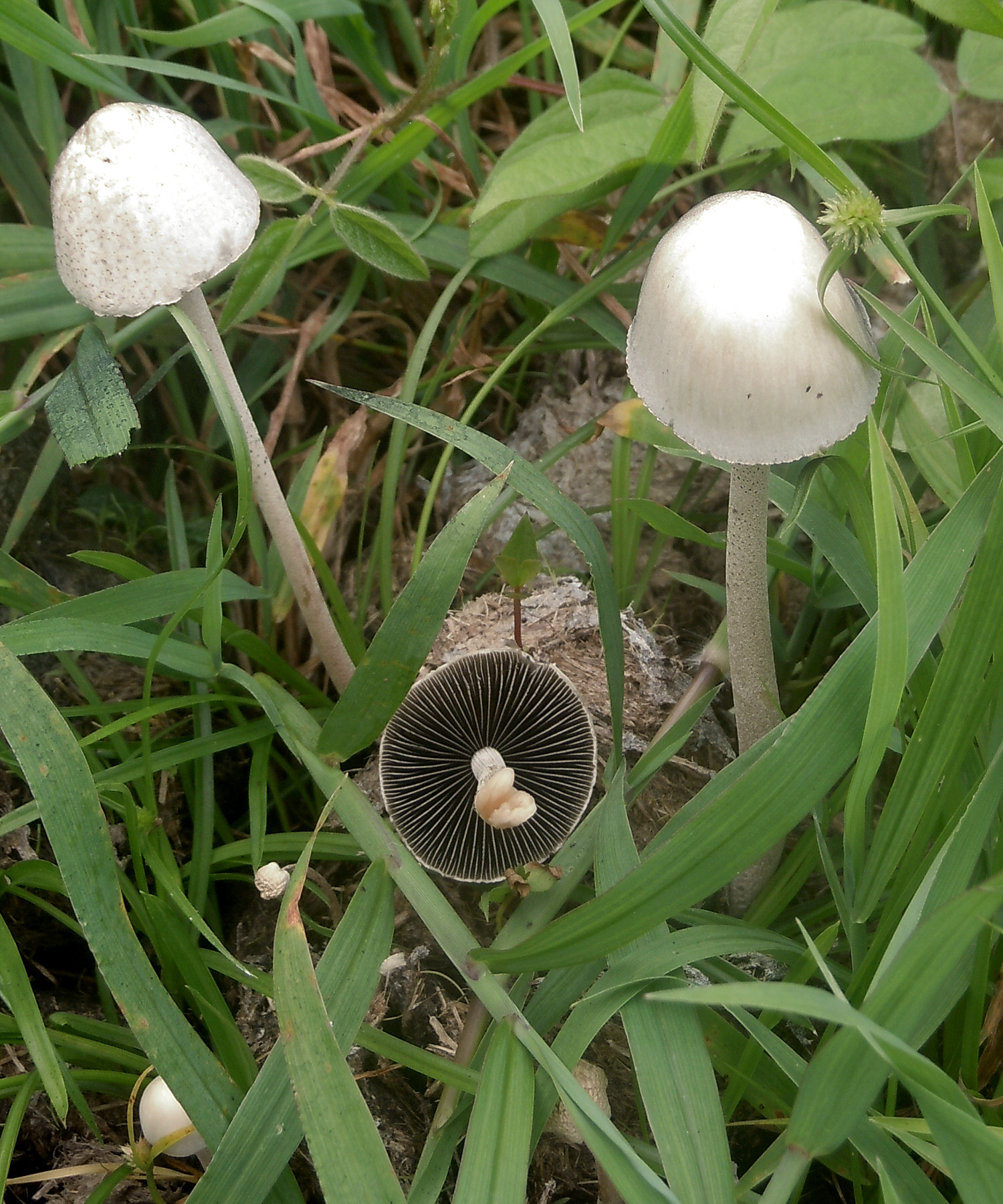
Amerikai trágyagomba
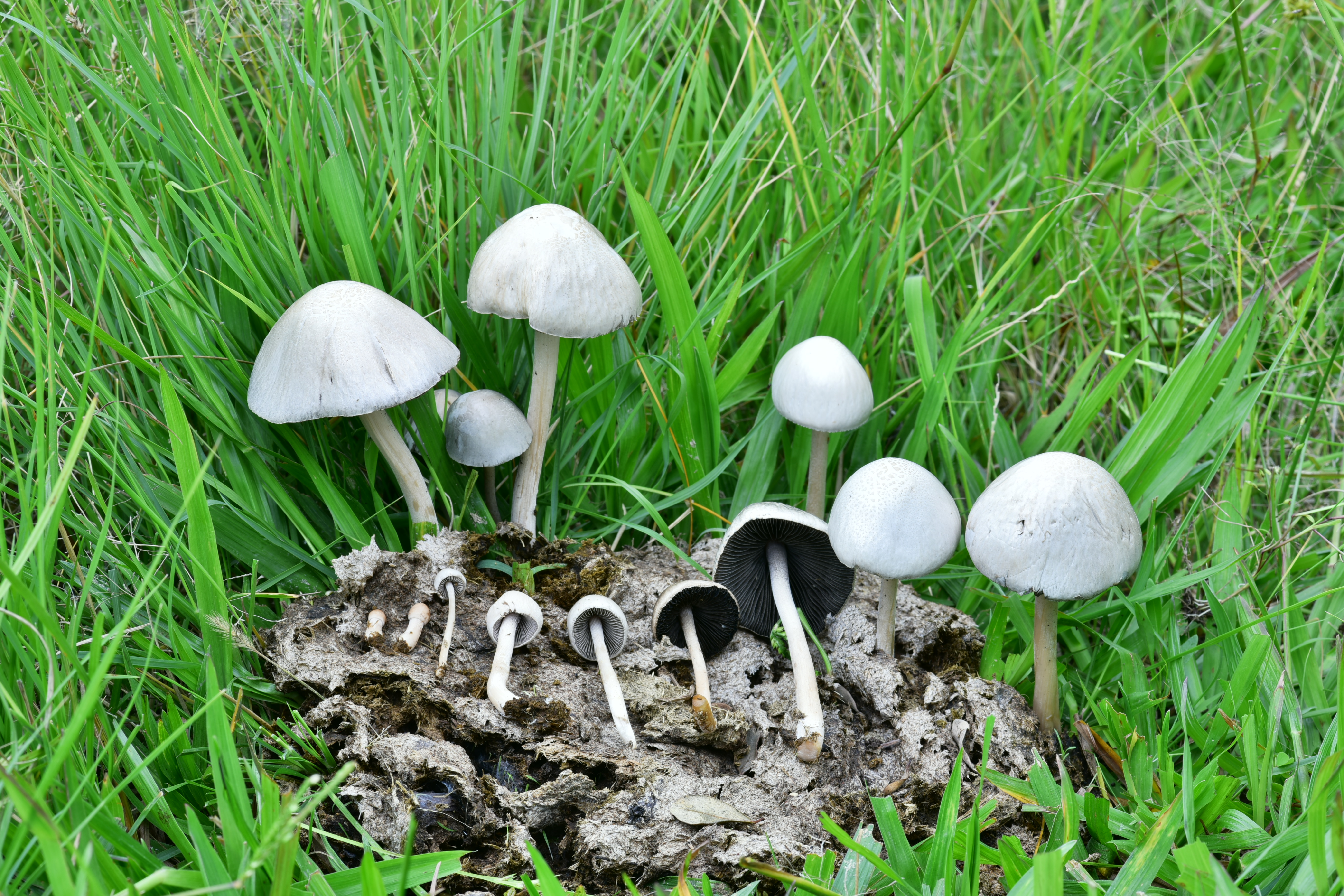
Panaeolus antillarum
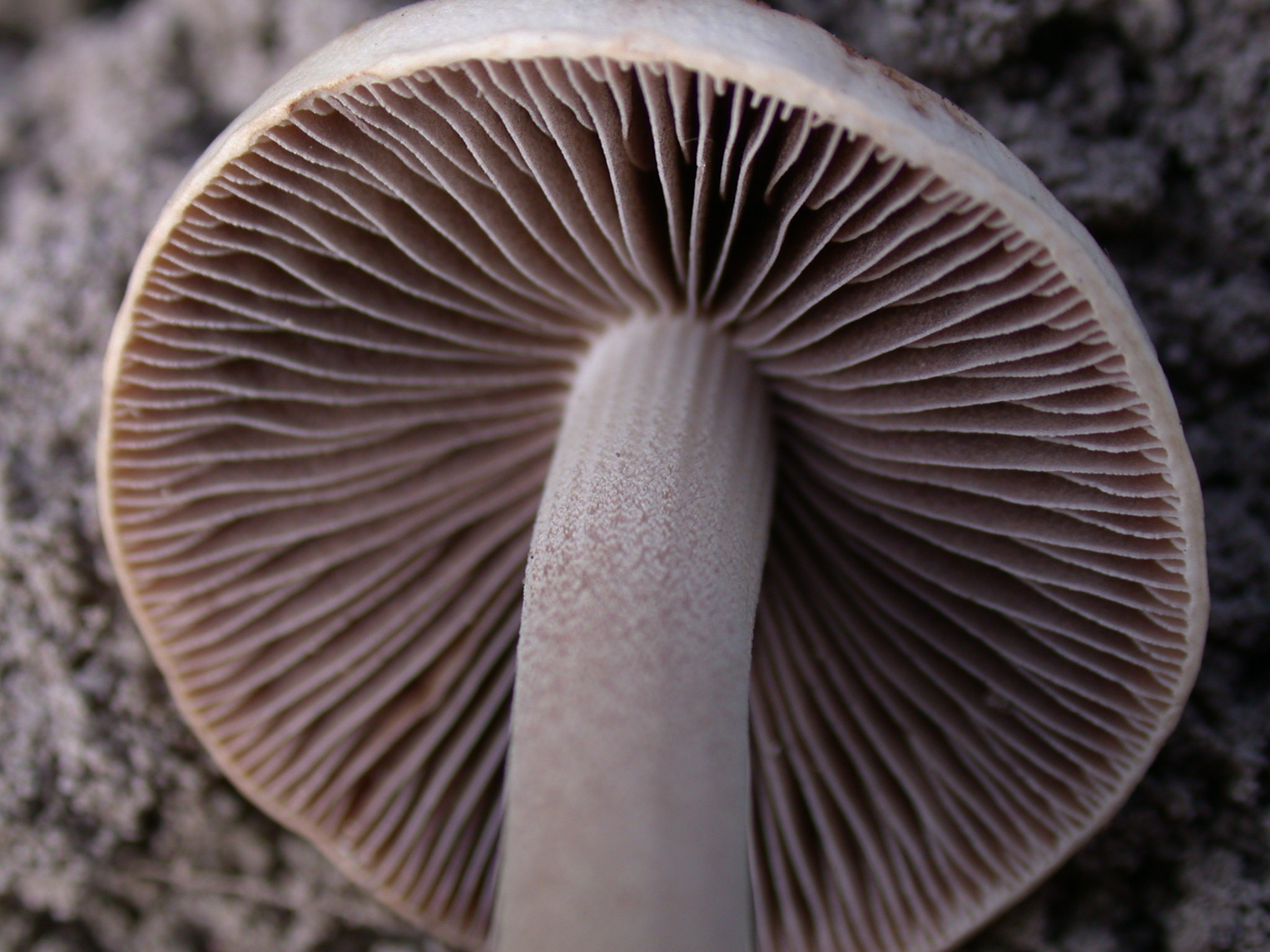
Lemezei
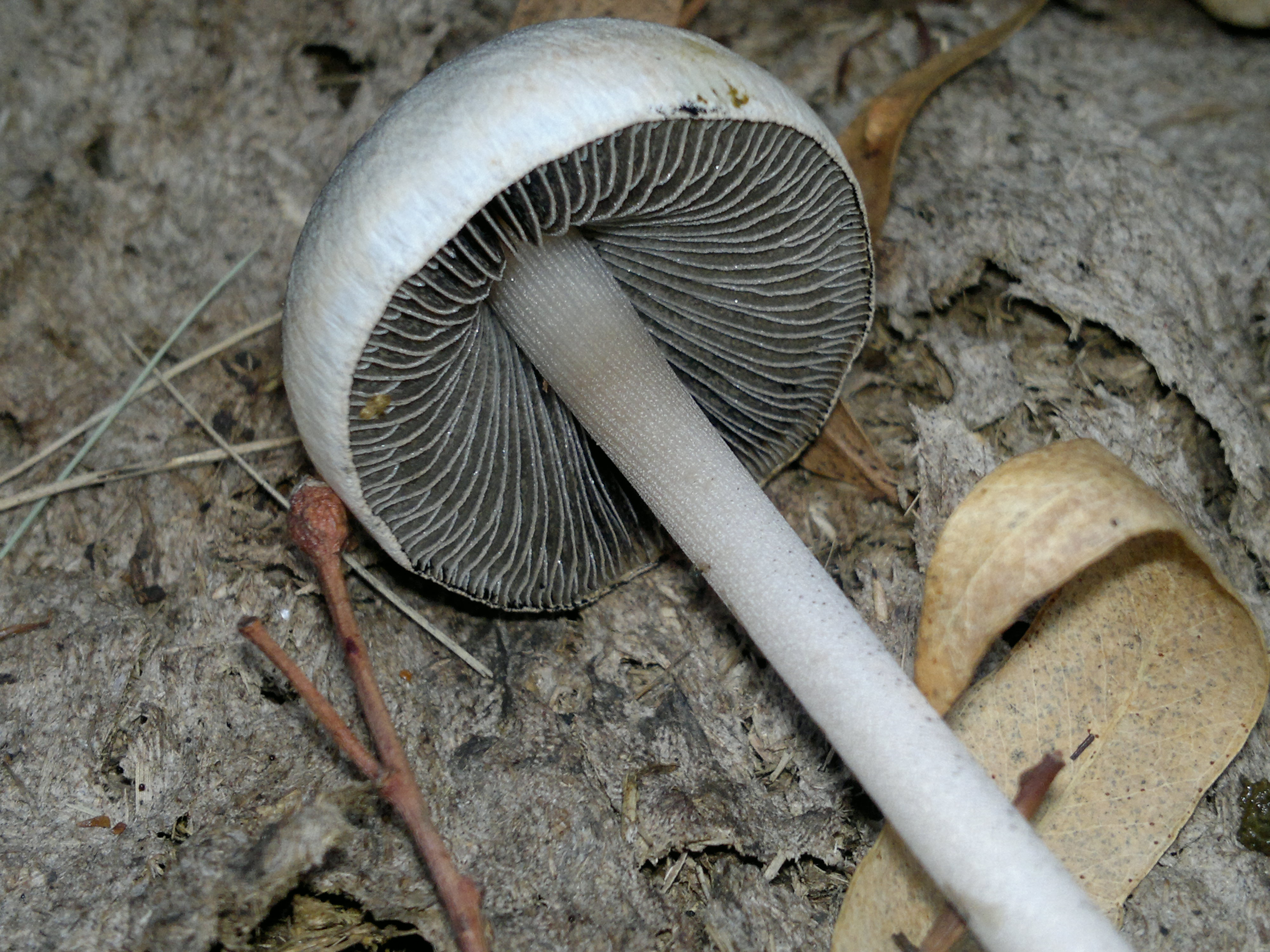
Lemezei érett spórákkal